# Élections législatives macédoniennes de 2011
Les élections législatives macédoniennes de 2011 (en macédonien : Македонски парламентарни избори (2011)) se tiennent le dimanche 5 juin 2011, afin d'élire les 123 députés de la 7e législature de l'Assemblée de Macédoine, pour un mandat de quatre ans.
Marqué par une hausse de la participation, le scrutin voit de nouveau la victoire de la VMRO-DPMNE du président du gouvernement Nikola Gruevski. Elle devance l'Union sociale-démocrate de Macédoine (SDSM), en progression par rapport au scrutin précédent. Gruevski assure ensuite son maintien au pouvoir en confirmant sa coalition avec l'Union démocratique pour l'intégration (BDI/DUI).

## Contexte
Après une journée de vote marquée par de nombreux incidents, les élections législatives anticipées du 1er juin 2008 sont marquées par la victoire de l'alliance formée autour de l'Organisation révolutionnaire macédonienne intérieure - Parti démocratique pour l'unité nationale macédonienne (VMRO-DPMNE) du président du gouvernement Nikola Gruevski, qui remporte la majorité absolue des sièges. Ayant confirmé sa coalition avec l'Union démocratique pour l'intégration (BDI/DUI), Gruevski se maintient au pouvoir en formant son deuxième gouvernement.
Lors de l'élection présidentielle (mk) des 22 mars et 5 mai 2009, le candidat de la VMRO-DPMNE Gjorge Ivanov est élu au second tour avec 63,4 % des voix, contre 36,6 % Ljubomir Frčkoski (mk), soutenu par l'Union sociale-démocrate de Macédoine (SDSM). Bien que le taux de participation atteigne seulement 42 % des inscrits, il dépasse le quorum de 40 % requis pour valider le résultat.
Le 28 janvier 2011, la SDSM — dont l'ancien chef de l'État Branko Crvenkovski a repris la présidence — et le Parti démocratique des Albanais (PDSh/DPA) entreprennent un boycott de l'activité parlementaire pour protester contre la saisie des avoirs de Velij Aramkovski, propriétaire de plusieurs médias, les sociaux-démocrates appelant à la tenue de nouvelles élections. Le pays connaît alors une situation économique difficile, avec un taux de chômage de 33 % de la population active, 30 % des Macédoniens vivant sous le seuil de pauvreté et une croissance économique de 1,2 % en 2010. Au début de l'année 2011, l'exécutif a contracté un prêt sur deux ans auprès du Fonds monétaire international (FMI).
Dénonçant « une crise politique artificielle » qui constitue un « délit contraire aux intérêts de la Macédoine et à ses perspectives d'avenir européen », la VMRO-DPMNE a finalement accepté de convoquer les Macédoniens aux urnes, et proposé la dissolution de l'Assemblée. Celle-ci a été votée le 15 avril par 79 voix favorables.

## Système électoral

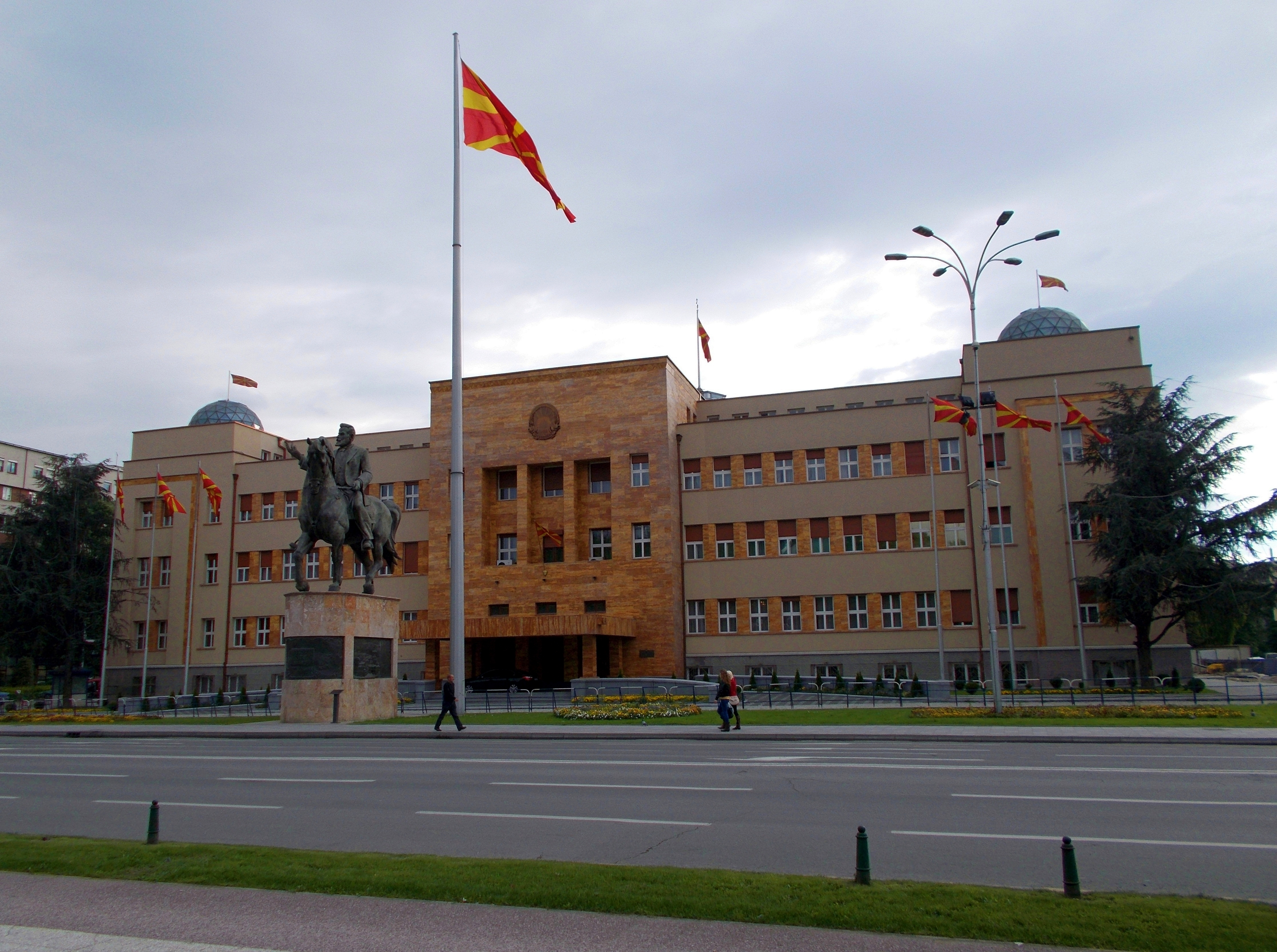
Le palais de l'Assemblée à Skopje.

L'Assemblée de Macédoine (Собрание на Македонија) est un parlement monocaméral composé de 123 sièges pourvus pour quatre ans, dont 120 au scrutin proportionnel plurinominal dans six circonscriptions de 20 sièges chacune. Les électeurs votent pour le candidat d'une liste, et ce vote correspond à une voix pour cette dernière tout en jouant le rôle d'un vote préférentiel pour le candidat en question, lui donnant la possibilité de faire monter sa place dans la liste. Après décompte des suffrages, les sièges sont répartis selon la méthode d'Hondt au quotient simple, sans seuil électoral au niveau national. Toutes les listes reçoivent par conséquent un siège en proportion de leurs parts des suffrages exprimés, avec un siège par tranche de 1/20ème de suffrage dans chacune des six circonscription, soit un seuil de facto de 5 % des suffrages exprimés. Les sièges sont répartis, au sein des listes, entre les candidats ayant reçu le plus grand nombre de suffrages en leur nom, par ordre décroissant.
Les trois sièges restants sont pourvus par la diaspora, au scrutin uninominal majoritaire à un tour en Europe et Afrique, en Amérique, et en Asie et Océanie. Ces sièges sont pourvus pour la première fois lors de ce scrutin, des sièges de députés de la diaspora ayant été ajoutés peu avant la dissolution de l'assemblée sortante.
Le système proportionnel permet notamment la représentation de la minorité albanaise. En outre, toute liste doit comprendre au moins 30 % de candidats de chaque sexe.

## Campagne
Pour mener sa campagne, l'Union sociale-démocrate de Macédoine (SDSM) choisit son ancienne présidente Radmila Šekerinska, son dirigeant actuel Branko Crvenkovski ne revendiquant aucune place au sein du futur gouvernement en cas de victoire. Elle défend — au même titre que l'Organisation révolutionnaire macédonienne intérieure - Parti démocratique pour l'unité nationale macédonienne (VMRO-DPMNE) de Nikola Gruevski — l'intégration au sein de l'Union européenne (UE) et de l'Organisation du traité de l'Atlantique nord (OTAN).
Coalisée avec une quinzaine de partis, la SDSM mène campagne sous le slogan « Pour votre avenir » et met l'accent sur la nécessité d'investir dans les infrastructures et l'agriculture, ainsi que d'instaurer des aides sociales pour les personnes les plus démunies. Elle promet de faire les efforts nécessaires pour régler le débat autour du nom de la Macédoine qui empoisonne les relations avec la Grèce et bloque les perspectives d'intégration euro-atlantique de la Macédoine. De son côté, la VMRO-DPMNE se présente alliée à 23 partis, un record dans l'histoire macédonienne, et propose un programme intitulé « Renaissance en 100 pas : développement et promotion » qui contient des engagements en matière de baisse des impôts et de soutien au tourisme par une réduction de la TVA. Le parti utilise massivement les réseaux sociaux, notamment Facebook, pour mener sa campagne.

### Principales forces politiques
| Parti/coalition | Parti/coalition | Idéologie                                                            | Chef de file                                | Score en 2008              |
| --------------- | --- | -------------------------------------------------------------------- | ------------------------------------------- | -------------------------- |
|                 | VMRO-DPMNE ВМРО-ДПМНЕ                                                                                               | Centre droit Libéral-conservatisme, démocratie chrétienne            | Nikola Gruevski (Président du gouvernement) | 48,8 % des voix 63 députés |
|                 | Union sociale-démocrate de Macédoine Социјалдемократски сојуз на Македонија (SDSM)                                  | Centre gauche Social-démocratie, libéralisme, europhilie             | Radmila Šekerinska                          | 25,1 % des voix 28 députés |
|                 | Union démocratique pour l'intégration Демократска унија за интеграција (DUI) Bashkimi Demokratik për Integrim (BDI) | Centre droit Conservatisme social, europhilie, intérêts des Albanais | Ali Ahmeti                                  | 12,8 % des voix 18 députés |
|                 | Parti démocratique des Albanais Демократска партија на Албанците (DPA) Partia Demokratike Shqiptare (PDSh)          | Centre droit Conservatisme social, intérêts des Albanais             | Menduh Thaçi                                | 8,3 % des voix 11 députés  |

## Résultats
|                          |                                                                     |                                                                     |                                                 |           |       |      |               |               |
| Parti/coalition          | Parti/coalition                                                     | Parti/coalition                                                     | Parti/coalition                                 | Voix      | %     | +/-  | Sièges        | +/-           |
|                          | VMRO-DPMNE                                                          | VMRO-DPMNE                                                          | VMRO-DPMNE                                      | 440 824   | 39,22 | 9,56 | 56            | 7             |
|                          | VMRO-DPMNE                                                          | VMRO-DPMNE                                                          | 47                                              | 440 824   | 39,22 | 9,56 | 6             |               |
|                          | Parti socialiste de Macédoine (SPM)                                 | Parti socialiste de Macédoine (SPM)                                 | 3                                               | 440 824   | 39,22 | 9,56 | en stagnation |               |
|                          | Renouveau démocratique de Macédoine (DOM)                           | Renouveau démocratique de Macédoine (DOM)                           | 1                                               | 440 824   | 39,22 | 9,56 | en stagnation |               |
|                          | Parti démocratique des Serbes de Macédoine (DPS)                    | Parti démocratique des Serbes de Macédoine (DPS)                    | 1                                               | 440 824   | 39,22 | 9,56 | en stagnation |               |
|                          | Parti démocratique des Turcs de Macédoine (DPT/TDP)                 | Parti démocratique des Turcs de Macédoine (DPT/TDP)                 | 1                                               | 440 824   | 39,22 | 9,56 | en stagnation |               |
|                          | Union démocratique (DZ)                                             | Union démocratique (DZ)                                             | 1                                               | 440 824   | 39,22 | 9,56 | en stagnation |               |
|                          | Parti d'action démocratique de Macédoine (SDA)                      | Parti d'action démocratique de Macédoine (SDA)                      | 1                                               | 440 824   | 39,22 | 9,56 | en stagnation |               |
|                          | VMRO-Macédoine                                                      | VMRO-Macédoine                                                      | 1                                               | 440 824   | 39,22 | 9,56 | en stagnation |               |
|                          | Parti uni des Roms de Macédoine (OPR)                               | Parti uni des Roms de Macédoine (OPR)                               | 0                                               | 440 824   | 39,22 | 9,56 | 1             |               |
|                          | Union sociale-démocrate de Macédoine (SDSM)                         | Union sociale-démocrate de Macédoine (SDSM)                         | Union sociale-démocrate de Macédoine (SDSM)     | 368 804   | 32,81 | 7,70 | 42            | 18            |
|                          | Union sociale-démocrate de Macédoine (SDSM)                         | Union sociale-démocrate de Macédoine (SDSM)                         | 29                                              | 368 804   | 32,81 | 7,70 | 11            |               |
|                          | Nouveau Parti social-démocrate (NSDP)                               | Nouveau Parti social-démocrate (NSDP)                               | 4                                               | 368 804   | 32,81 | 7,70 | 1             |               |
|                          | Parti pour l'avenir européen (PEI)                                  | Parti pour l'avenir européen (PEI)                                  | 3                                               | 368 804   | 32,81 | 7,70 | 2             |               |
|                          | Mouvement pour l'unité nationale des Turcs de Macédoine (DNET/TUBH) | Mouvement pour l'unité nationale des Turcs de Macédoine (DNET/TUBH) | 1                                               | 368 804   | 32,81 | 7,70 | 1             |               |
|                          | Parti libéral de Macédoine (LPM)                                    | Parti libéral de Macédoine (LPM)                                    | 1                                               | 368 804   | 32,81 | 7,70 | 1             |               |
|                          | Parti pour l'émancipation totale des Roms (PCER)                    | Parti pour l'émancipation totale des Roms (PCER)                    | 1                                               | 368 804   | 32,81 | 7,70 | 1             |               |
|                          | Parti progressiste serbe de Macédoine (SNS)                         | Parti progressiste serbe de Macédoine (SNS)                         | 1                                               | 368 804   | 32,81 | 7,70 | 1             |               |
|                          | Députés indépependants (NP)                                         | Députés indépependants (NP)                                         | 2                                               | 368 804   | 32,81 | 7,70 | 2             |               |
|                          | Union démocratique pour l'intégration (BDI/DUI)                     | Union démocratique pour l'intégration (BDI/DUI)                     | Union démocratique pour l'intégration (BDI/DUI) | 115 524   | 10,28 | 2,54 | 15            | 3             |
|                          | Union démocratique pour l'intégration (BDI/DUI)                     | Union démocratique pour l'intégration (BDI/DUI)                     | 14                                              | 115 524   | 10,28 | 2,54 | 4             |               |
|                          | Ligue démocratique des Bosniaques (DLB)                             | Ligue démocratique des Bosniaques (DLB)                             | 1                                               | 115 524   | 10,28 | 2,54 | 1             |               |
|                          | Parti démocratique des Albanais (PDSh/DPA)                          | Parti démocratique des Albanais (PDSh/DPA)                          | Parti démocratique des Albanais (PDSh/DPA)      | 66 374    | 5,90  | 2,36 | 8             | 3             |
|                          | Renaissance démocratique nationale (RDK/NDP)                        | Renaissance démocratique nationale (RDK/NDP)                        | Renaissance démocratique nationale (RDK/NDP)    | 29 996    | 2,67  | Nv   | 2             | 2             |
|                          | VMRO - Parti populaire (VMRO-NP)                                    | VMRO - Parti populaire (VMRO-NP)                                    | VMRO - Parti populaire (VMRO-NP)                | 28 267    | 2,51  | 2,27 | 0             | en stagnation |
|                          | Nouvelle Démocratie (ND)                                            | Nouvelle Démocratie (ND)                                            | Nouvelle Démocratie (ND)                        | 19 992    | 1,78  | Nv   | 0             | en stagnation |
|                          | Unis pour la Macédoine (OM)                                         | Unis pour la Macédoine (OM)                                         | Unis pour la Macédoine (OM)                     | 17 117    | 1,52  | Nv   | 0             | en stagnation |
|                          | Parti libéral-démocrate (LDP)                                       | Parti libéral-démocrate (LDP)                                       | Parti libéral-démocrate (LDP)                   | 16 551    | 1,47  | Abs  | 0             | 4             |
|                          | Autres                                                              | Autres                                                              | Autres                                          | 20 615    | 1,83  |      | 0             | en stagnation |
|                          |                                                                     |                                                                     |                                                 |           |       |      |               |               |
| Suffrages exprimés       | Suffrages exprimés                                                  | Suffrages exprimés                                                  | Suffrages exprimés                              | 1 124 064 | 97,23 |      |               |               |
| Blancs et nuls           | Blancs et nuls                                                      | Blancs et nuls                                                      | Blancs et nuls                                  | 31 985    | 2,77  |      |               |               |
| Total                    | Total                                                               | Total                                                               | Total                                           | 1 156 049 | 100   | –    | 123           | 3             |
| Abstention               | Abstention                                                          | Abstention                                                          | Abstention                                      | 665 073   | 36,52 |      |               |               |
| Inscrits / participation | Inscrits / participation                                            | Inscrits / participation                                            | Inscrits / participation                        | 1 821 122 | 63,48 |      |               |               |

### Analyse
La coalition autour de l'Organisation révolutionnaire macédonienne intérieure - Parti démocratique pour l'unité nationale macédonienne (VMRO-DPMNE) remporte le scrutin, qui est marqué par une forte mobilisation des électeurs avec une hausse de six points de la participation, après avoir mené campagne sur la hausse des retraites, des traitements de la fonction publique. L'Union sociale-démocrate de Macédoine (SDSM) se satisfait de son résultat, en progression par rapport à 2008. Pour la commission électorale, ces élections ont été les mieux organisées de l'histoire macédonienne.

### Conséquences
Après avoir reconstitué sa coalition avec l'Union démocratique pour l'intégration (BDI/DUI), Nikola Gruevski forme son troisième gouvernement.